# Фундація та Імперія
«Фундація та Імперія» — роман американського письменника Айзека Азімова, вперше опублікований у 1945 році, а окремою книгою виданий Gnome Press в 1952 році без дозволу автора. Це друга книга з циклу «Фундація» та четверта у хронології всесвіту Фундації. Твір складається з двох частин, які спочатку були опубліковані, як окремі твори: повість «Генерал» та роман «Мул». Роман «Мул» отримав ретроспективну премію Г'юго.

## Сюжет

### Генерал
Перша повість розповідає, як через 40 років після подій в романі «Фундація», досвідчений генерал Галактичної Імперії та військовий комендант планети Сайвенна Бел Ріос, починає атаку проти Фундації. Імперія досі зберігає набагато більше ресурсів і населення, ніж Фундація, і Ріос готовий повністю використати цю перевагу.
Розвідувальна місія генерала викликала занепокоєння у керівництва Фундації, і торгівця Латана Деверса направили слідкувати за діями генерала. Ріос намагається примусити аристократа з Сайвенни Дусема Барра (сина Онума Барра) працювати на нього, але той впевнений, що Ріос програє проти «мертвої руки Гарі Селдона» (психоісторії).
Деверс та Барр перехоплюють повідомлення, що підсумовує діяння генерала, і тікають на Трантор, щоб побачити імператора Клеона II і показати йому повідомлення. У своїх спробах зв'язатися з імператором, Деверс і Барр привертають увагу правоохоронних органів Трантору і змушені втікати з планети. Зрештою, імператор вирішує, що Бел Ріос становить загрозу його статусу та стабільності імперії і страчує його.
Дуцем Барр заявляє, що згідно з законами психоісторії Імперія нездатна вести завойовницькі війни. Слабкий генерал не є небезпечним навіть при сильному імператорі, сильний генерал при слабкому імператорі сам захопив би трон імперії, сильний імператор, побоюючись за свою владу, знищить сильного генерала, генерал-імператор не зможе вести війни на околиці, при постійній загрозі заколотів і переворотів.
Особистості імператора Клеона II і Бела Ріоса в повісті засновані на історичних особистостях візантійського імператора Юстиніана I і його генерала Велізарія. Їхня історія була знайома Азімову із роману Роберта Грейвса «Граф Велізарій», і його більш ранньому читанні наукової праці Едварда Гіббона «Історія занепаду та загибелі Римської імперії», на яких заснована вся повість.
Повість « Генерал» спочатку була опублікована в квітні 1945 в журналі «Analog Science Fiction and Fact» під назвою «Мертва рука» («Dead hand»).

### Мул
Через сто років після подій в першій повісті, Фундація стає найбільшою силою в галактиці і наростає конфронтація між нею і планетами незалежних торговців. Один з лідерів планети Притулок — Ренді, відправляє сина свого друга Торана з молодою дружиною Бет у весільну подорож на планету Калган, недавно захоплену дивним авантюристом на прізвисько Мул. На Калгані герої підбирають блазня-втікача з іменем Магніфіко. Капітан розвідки Фундації Хан Прітчер розповідає їм, що Мул — мутант, який володіє надлюдськими здібностями до підкорення людей своїй волі.
Мул починає війну проти Фундації і незабаром завойовує її. Героям вдається втекти на Притулок, обложений Мулом. На Притулку наростають настрої поразки. Ренді відправляє героїв разом з психологом Фундації Іблінгом Місом на пошуки Другої Фундації на Транторі, який під час Великого пограбування позбувся більшої частини населення і будівель. На Неотранторі мандрівників бере в полон кронпринц Імперії, що складається нині всього з 20 аграрних планет, але Магніфіко виконує музичну п'єсу на своєму інструменті, буквально нокаутувавши всіх присутніх, кронпринц при цьому гине.
Герої прилітають на Трантор, де Міс починає свою роботу. До них прибуває підконтрольний Мулу Хан Прітчер вже у званні полковника, і розповідає плани свого господаря: використовуючи технологічну міць Фундації та дар підпорядковувати своєму впливу інших людей, той підпорядкує собі залишки Імперії і після смерті старого Імператора з Неотрантору стане законним господарем Галактики, після чого настане мир і порядок. Міс усвідомлює, що Селдон створив дві Фундації — Перша Фундація складається з представників фізичних наук на Термінусі та Другої Фундації, яка складається з учених-психоісториків із ментальними здібностями, засекретивши його місце розташування з метою відбиття психічної атаки зі сторони такого мутанта, як Мул.
Міс розуміє, що якщо нащадки Мула успадкують його здібності, то людство перетвориться на підлеглу расу. Якщо не успадкують, то після загибелі Мула його імперія розвалиться, але вже не буде Фундацій, щоб побудувати Другу імперію і кінця періоду варварства не буде видно. Розповісти, де знаходиться Друга Фундація, Міс не встигає — його вбиває Бет, яка зрозуміла, що Магніфіко і є Мул.
Викритий Мул розповідає, що для нього людські емоції — це як якась стрілка, якою він може керувати, стирати чужі спогади, змушувати своїх прихильників трудитися з надвіддачею і пригнічувати своїх супротивників. Він відпускає героїв з миром, Бет передрікає йому поразку від Другої Фундації.
Повість «Мул» була опублікована під цією назвою в листопаді та грудні 1945 року також в журналі «Analog Science Fiction and Fact»

## Продовження роману
- Сиквел «Друга Фундація» оповідає про закінчення історії Мула.
- В романі «Межа Фундації» Азімов розкриває, що Мул був злочинцем-втікачем з планетної спільноти Гея.
- Про кінець залишків Імперії на Транторі розповідається в романі Гаррі Тертлдава «Trantor Falls» («Падіння Трантору») в збірці творів «Foundation's Friends» («Друзі Фундації»).

## Переклади українською
- Айзек Азімов. Фундація та Імперія / Переклад з англійської: Р. В. Клочко. — Х. : КСД, 2017. — 224 с. — (серія «Фундація» № 2). — ISBN 978-617-12-3835-0.